# Gustav Heinemann
Gustav Walter Heinemann (23. července 1899, Schwelm – 7. července 1976, Essen) byl německý politik. V letech 1969–1974 byl spolkovým prezidentem Spolkové republiky Německa, prvním za Sociálnědemokratickou stranu (SPD).

## Rodinný život
Heinemann byl od roku 1926 ženatý s Hildou roz. Ordemann. Manželé měli spolu čtyři děti, nejprve tři dcery, z nichž nejstarší Uta se narodila v roce 1927. Poté přišly Christa (* 1927), Barbara (* 1933) a jediný syn Peter (* 1936). Vnučka Christina, dcera Christy, se později provdala za Johannese Raua, rovněž politika SPD, který byl ministerským předsedou spolkové země Severní Porýní-Vestfálsko a posléze spolkovým prezidentem.

## Politická kariéra
V letech 1949–1950 byl Heinemann ministrem vnitra SRN, v letech 1966–1969 ministrem spravedlnosti. Začínal jako regionální politik, v letech 1946–1949 byl starostou města Essen.
Během svého života prošel napříč politickým spektrem. Ve Výmarské republice byl členem konzervativní strany Christlich-Sozialer Volksdienst (1929–1933). Po druhé světové válce vstoupil do CDU (1945–1952). Pak působil v Gesamtdeutsche Volkspartei, která spojovala křesťanskodemokratickou orientaci s přísným pacifismem. Heinemann byl jejím spoluzakladatelem (1952–1957). Pak přestoupil do sociálnědemokratické SPD. Jako spolkový prezident svoje členství ve straně přerušil.